# Черинов, Владимир Васильевич
Владимир Васильевич Черинов (1926 — 24 апреля 1945) — моторист отдельного отряда полуглиссеров 1-й Бобруйской бригады речных кораблей Краснознамённой Днепровской военной флотилии, краснофлотец. Герой Советского Союза.

## Биография
Родился в 1926 году в селе Ануфриевка ныне Золотухинского района Курской области в семье рабочего. Русский. Окончил семь классов.
В Военно-Морском Флоте с 1943 года. В боях Великой Отечественной войны с 1944 года.
В апреле 1945 года, предвидя, что одна из воинских частей будет форсировать реку Шпре, командующий 5-й ударной армией генерал-полковник Н. Э. Берзарин усилил эту часть отрядом полуглиссеров 1-й Краснознамённой бригады речных кораблей. Этот отряд был невелик, всего четыре катера, маленькие, утлые, все изрешечённые пулями и осколками. Именно в этом отряде катеров и служил мотористом В. В. Черинов.
Форсирование началось в ночь на 24 апреля 1945 года. Над берегом Шпре вспыхивали дорожки трассирующих пуль. Вокруг стояла настороженная тишина. Наконец — сигнальная ракета. Тихо, осторожно заскользили по чёрной воде катера. Но фашисты всё равно их заметили и сразу же открыли яростный неприцельный огонь: пулемётный, миномётный, орудийный. Катер, на котором В. В. Черинов стоял рулевым, одним из первых высадил под ураганным огнём десант на противоположный берег реки. Это обеспечило нашим войскам возможность занять плацдарм и развить наступление. Зловеще гремели и невидимое небо, и прибрежные кусты, озарённые ракетами, и сама Шпре, кипящая, вспененная. Свист, взрыв, свист. Канонада раскалывала ночную тишину. Даже не верилось, что на том берегу — центр Берлина. Того самого Берлина, до которого три года назад, где-то под Курском, В. В. Черинов только мечтал дойти. В. В. Черинов отвёз первую группу десанта и под огнём вернулся назад. И уже везёт новых десантников. Туда и обратно, туда и обратно. От берега к берегу, от берега к берегу. В одном из рейсов был тяжело ранен командир катера. В. В. Черинов, не ожидая приказа, принял на себя командование. За ночь его катер перевёз свыше пятисот десантников. Взошло солнце. На крохотный клочок земли в лесу Платенвальд и на полоску Шпре налетел свинцовый смерч. Всю ночь на этом клочке строили паромы, чтобы переправить на другой берег артиллерию и танки. Когда первые паромы спустили на воду, фашисты начали бить по ним из зениток и крупнокалиберных пулемётов. Вот немецкий снаряд попал в один из танков. Тот загорелся. Все, кто был на нашем берегу, ждали смертельного взрыва. Как только огонь достигнет топливных баков и боеприпасов, танкисты на пароме погибнут. Вдруг В. В. Черинов нажал на стартер и бросился на своём катере спасать товарищей. Свист, взрыв, свист, взрыв. Пилотку сбило взрывной волной, но В. В. Черинов добрался до парома и бросил на него верёвку. Он подошёл вплотную к охваченному пламенем парому и снял с него людей. Едва лишь спасённые оказались на борту, катер В. В. Черинова рванулся к берегу. И в то же мгновение на пароме раздался взрыв. Однако все пятнадцать танкистов были уже далеко. Когда катер причалил к берегу и с него сошли промокшие танкисты, все бросились к В. В. Черинову — обнимали его, целовали, подбрасывали в воздух.
А всего через два часа после этого катер попал под яростный огонь противника. Владимир Васильевич Черинов был смертельно ранен и через несколько минут скончался. Десантники, которых он переправлял, рассказали, что последними его словами были: «Передайте маме, что я всё-таки дошёл до Берлина». Похоронен в польском городе Костшин-над-Одрой.
Указом Президиума Верховного Совета СССР от 31 мая 1945 года за образцовое выполнение боевых заданий командования на фронте борьбы с немецко-фашистскими захватчиками и проявленные при этом отвагу и героизм краснофлотцу Черинову Владимиру Васильевичу посмертно присвоено звание Героя Советского Союза.
Награждён орденом Ленина, медалями.
Навечно зачислен в списки воинской части.